# Moteurs OM 622/OM 626 Mercedes-Benz
 (septembre 2018).
Si vous disposez d'ouvrages ou d'articles de référence ou si vous connaissez des sites web de qualité traitant du thème abordé ici, merci de compléter l'article en donnant les références utiles à sa vérifiabilité et en les liant à la section « Notes et références ».
Les moteurs OM 622 et OM 626 sont des moteurs thermiques automobiles à combustion interne, fabriqués par Renault pour le compte de Mercedes-Benz depuis 2012.

## Historique
En 2014, lors du lancement de la nouvelle Classe C Type 205, Mercedes-Benz décida également de créer un nouveau moteur plus économique, écologique et respectant les normes européennes de pollution. La production en série des moteurs OM 622 et OM 626 sera donc lancée. Ils remplaceront les variantes les moins puissantes du moteur Mercedes-Benz OM651.
Le moteur sera intégré sur tous les diesels de gammes moyennes lancé entre 2014 jusqu'à 2018.

## Caractéristiques
Le moteur de base est identique au moteur Renault R9M et est produit par Renault à l'usine de Cléon (France). Le moteur est ensuite complété à l'usine Mercedes de Brême. Parmi les composants spécifiques à Mercedes-Benz, citons la fonction marche-arrêt, les auxiliaires (compresseur et générateur d'air conditionné), un volant d'inertie à double masse, une unité de commande de moteur modifiée avec caractéristiques supplémentaires et un post-traitement des gaz d'échappement.

## Utilisation

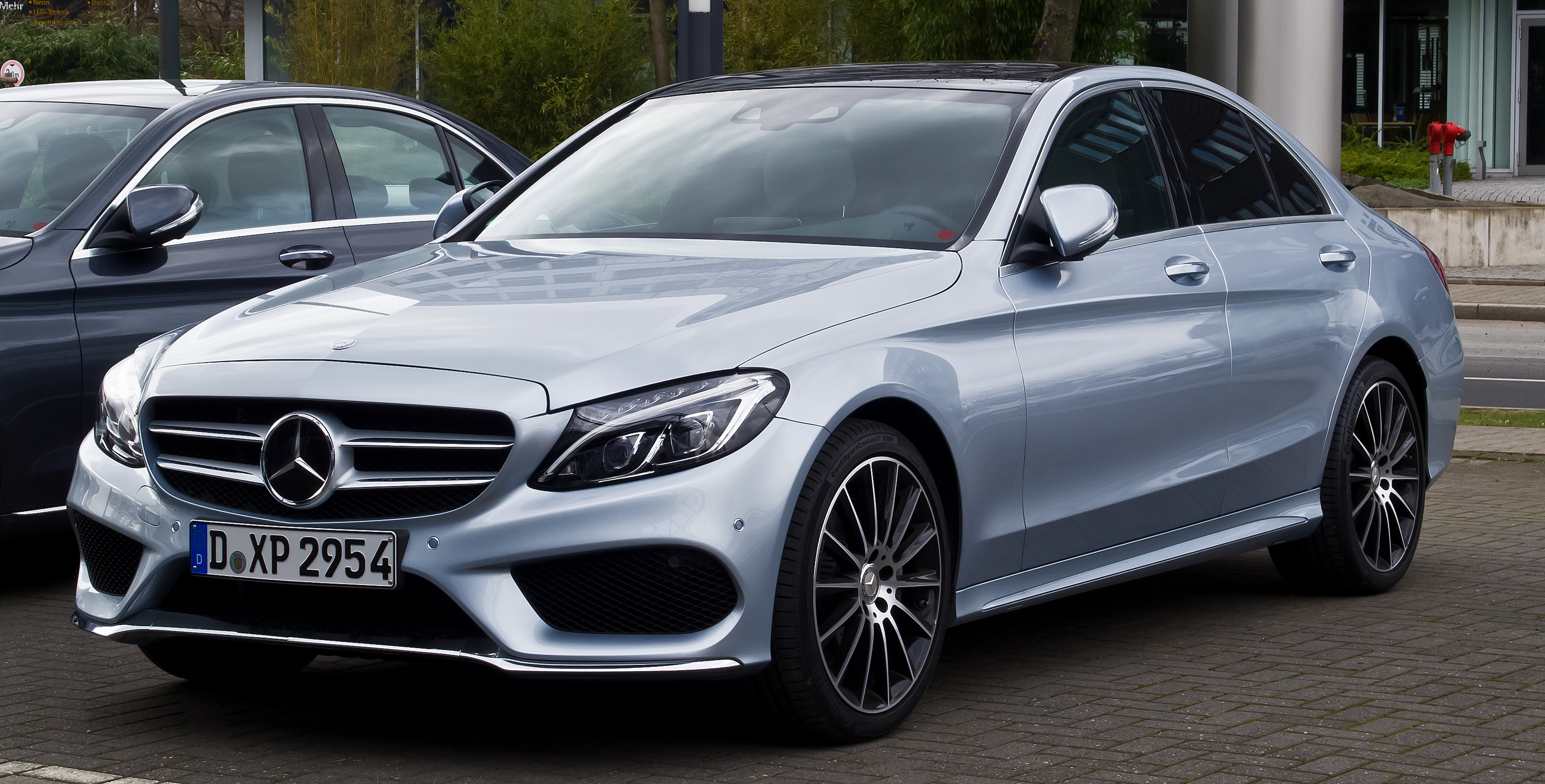
Mercedes-Benz C 220 BlueTEC - W205.

### Chez Mercedes-Benz
| Variante | Classe / Série | Type | Modèle | Année |
| -------- | -------------- | ---- | ------ | ----- |
|          |                |      |        |       |

Légende : OM = Oelmotor (moteur à huile) ; chiffre = type ; DE = Direkteinspritzung (injection directe) ; A = Abgasturbolader (turbocompresseur) ; L = Ladeluftkühlung (Intercooler) ; red. = reduzierte(r) Leistung/Hubraum (Réduit(s) Puissance/Déplacement).

### Chez d'autres constructeurs
| Variante | Marque | Modèle | Année |
| -------- | ------ | ------ | ----- |
|          |        |        |       |

### Sources
- Page Wikipedia en allemand